# Place de la Porte-d'Auteuil
La place de la Porte-d'Auteuil est une voie située dans le quartier d'Auteuil du 16e arrondissement de Paris.

## Situation et accès
La place de la Porte-d'Auteuil est desservie par la ligne 10 à la station Porte d'Auteuil.

## Origine du nom
Cette place est située à l'emplacement de l'ancienne porte d'Auteuil de l'enceinte de Thiers.

## Historique
En 1870-1871, durant le siège de Paris puis, en 1871, de la Commune de Paris, la gare et le quartier sont très éprouvés.
La place est créée sous sa dénomination actuelle par un arrêté du 11 juin 1928, sur l'emplacement des anciens bastions nos 62 et 63 de l'enceinte de Thiers et classée dans la voirie parisienne par un arrêté du 11 octobre 1932.
La place est bordée par l'ancienne gare d'Auteuil-Boulogne (ligne de Petite Ceinture) ouverte en 1854 et fermée le 6 janvier 1985. Le bâtiment est depuis devenu un restaurant. La place était autrefois traversée par un viaduc ferroviaire, qui se poursuivait boulevard Exelmans ; il fut détruit en 1958.

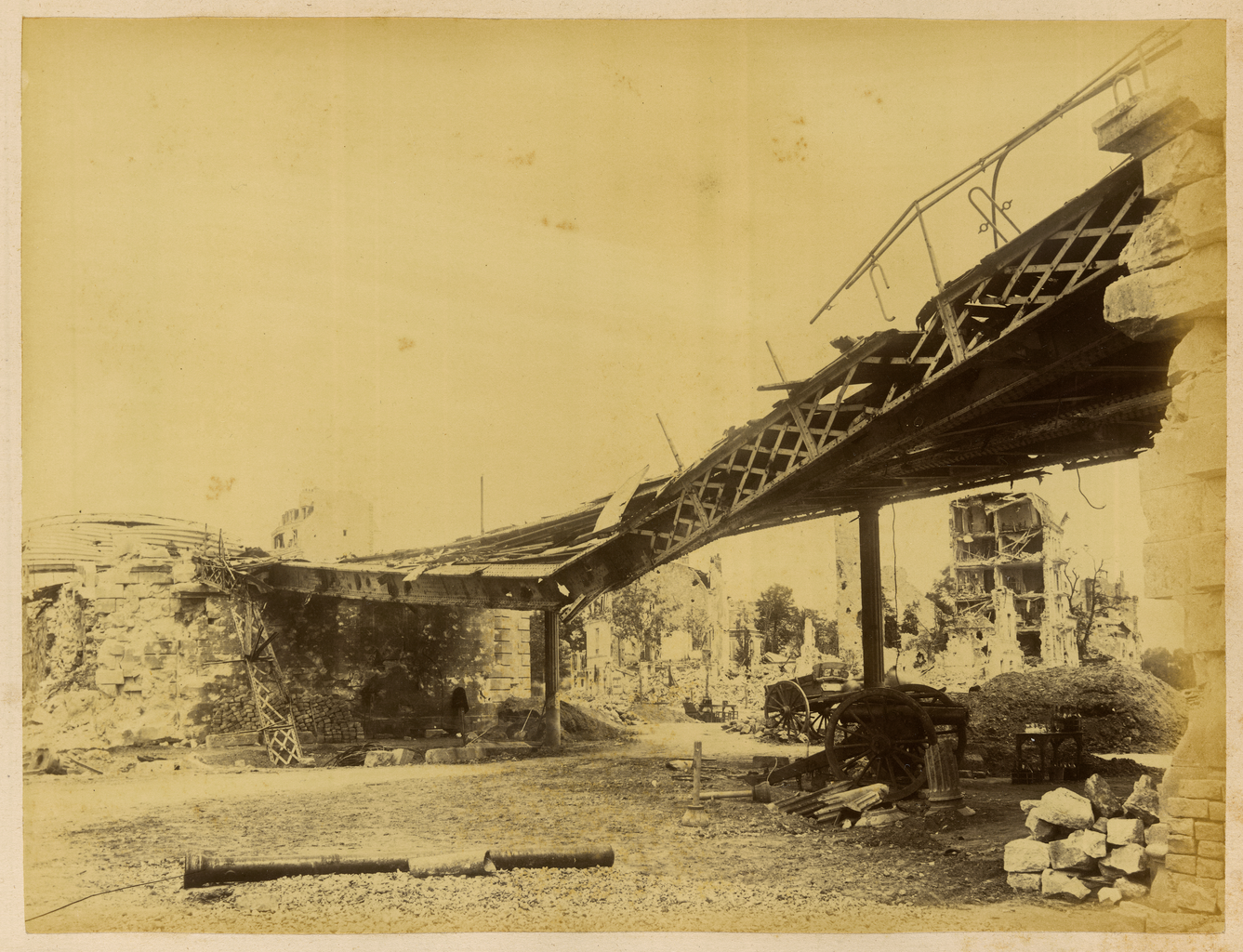
Pont ferroviaire près de la gare d'Auteuil après le siège et la Commune de Paris en 1871.
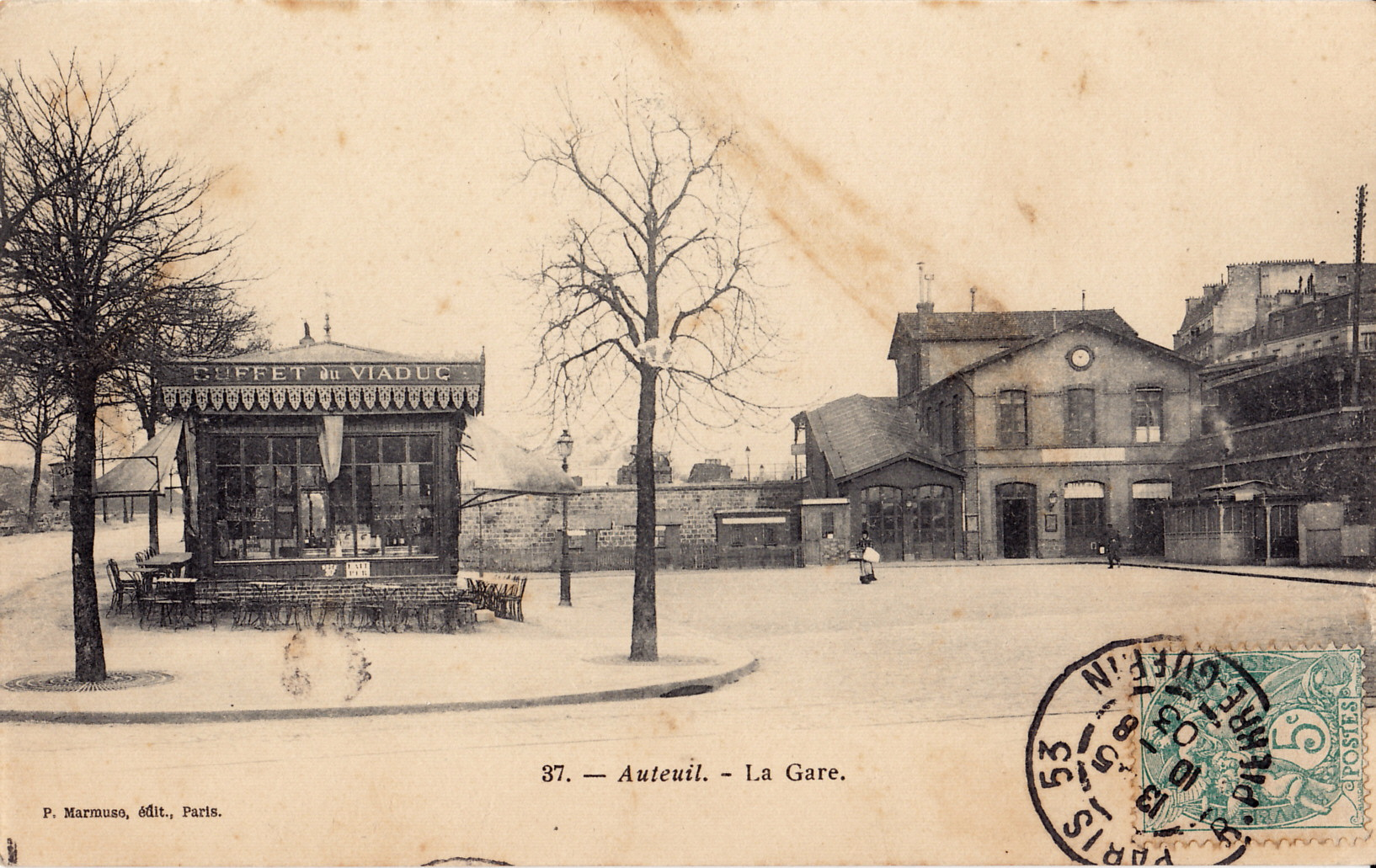
L'ancienne gare d'Auteuil-Boulogne vers 1903.
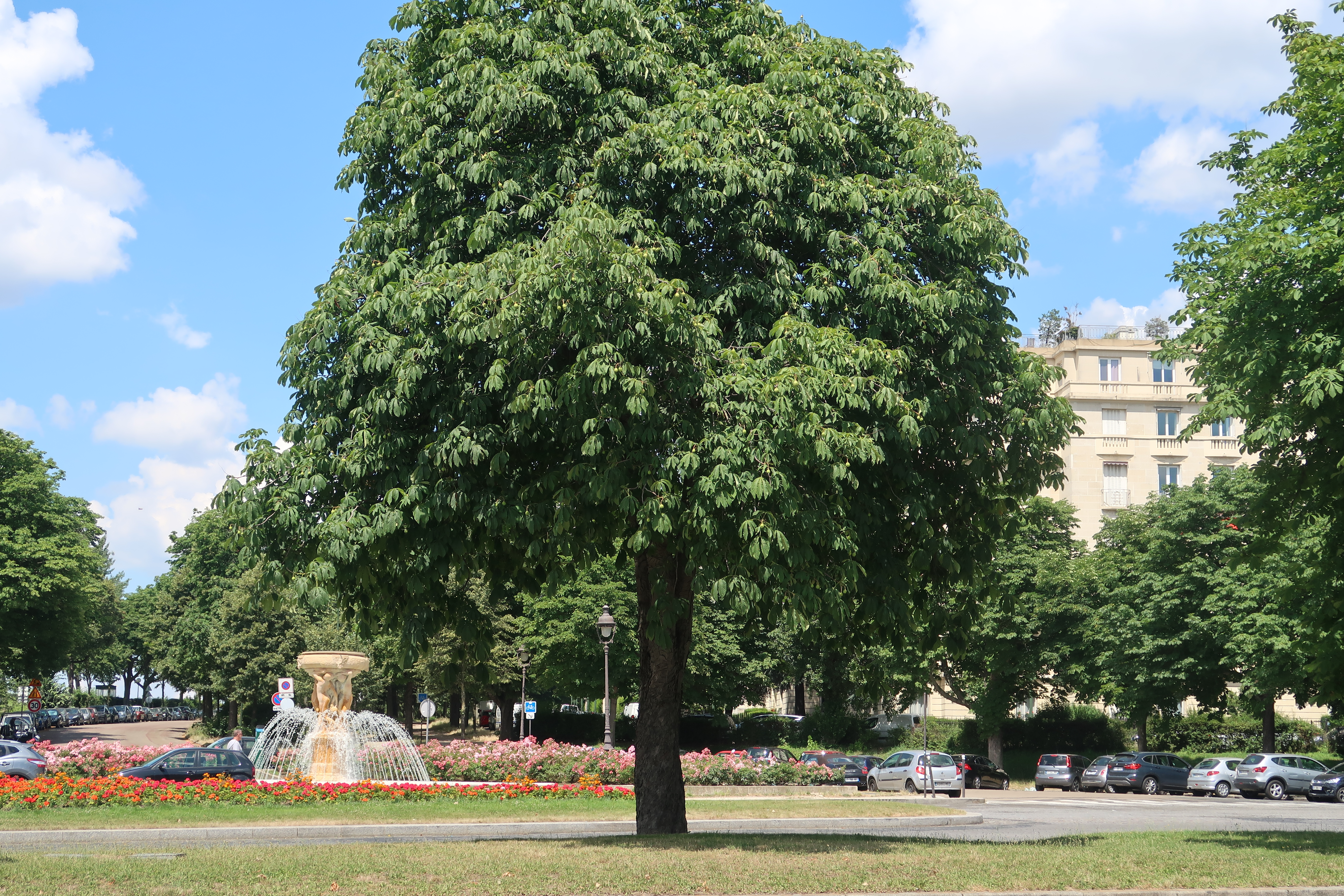
La place avec la fontaine (à gauche).
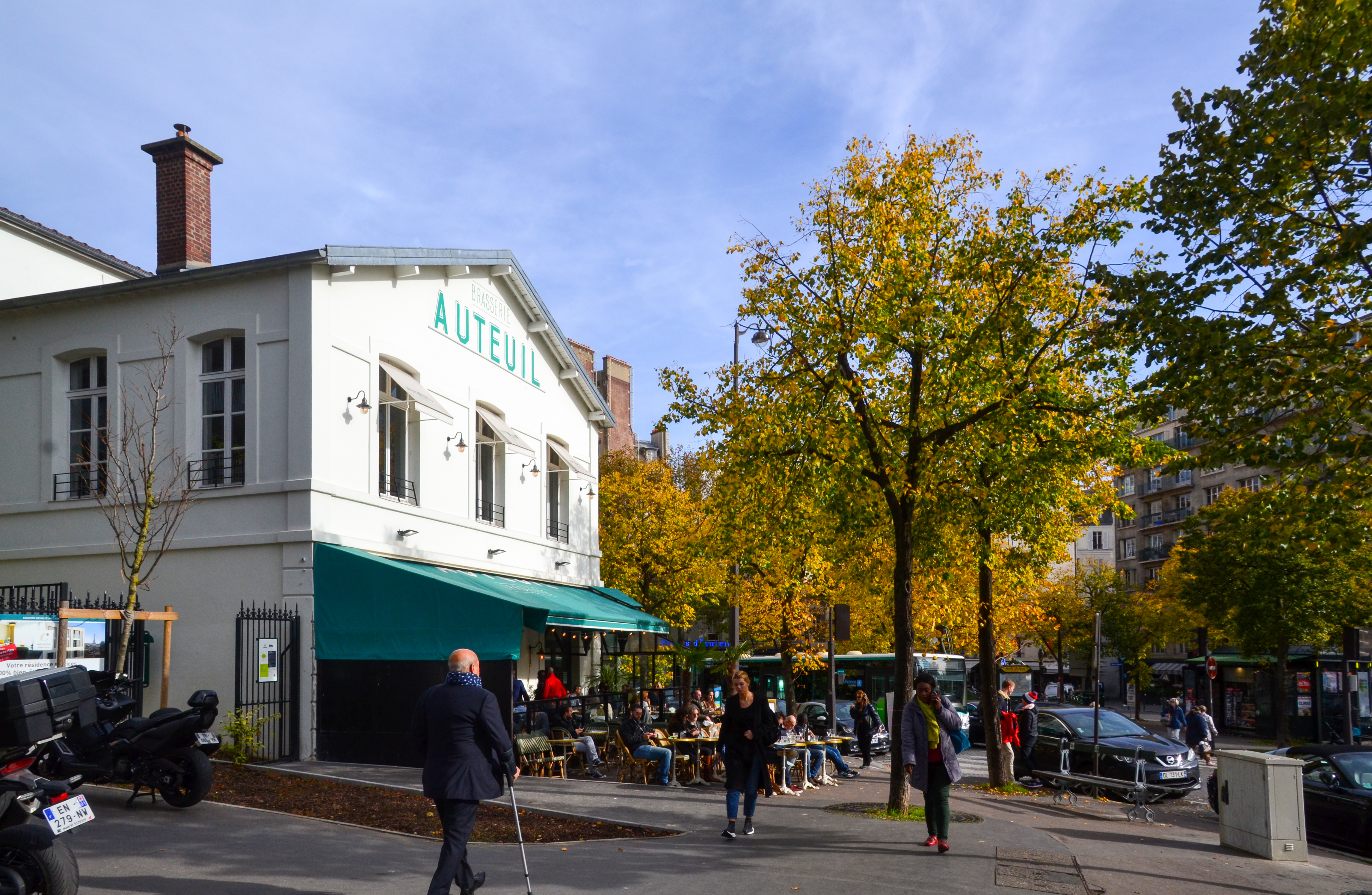
Brasserie à la place de l'ancienne gare.
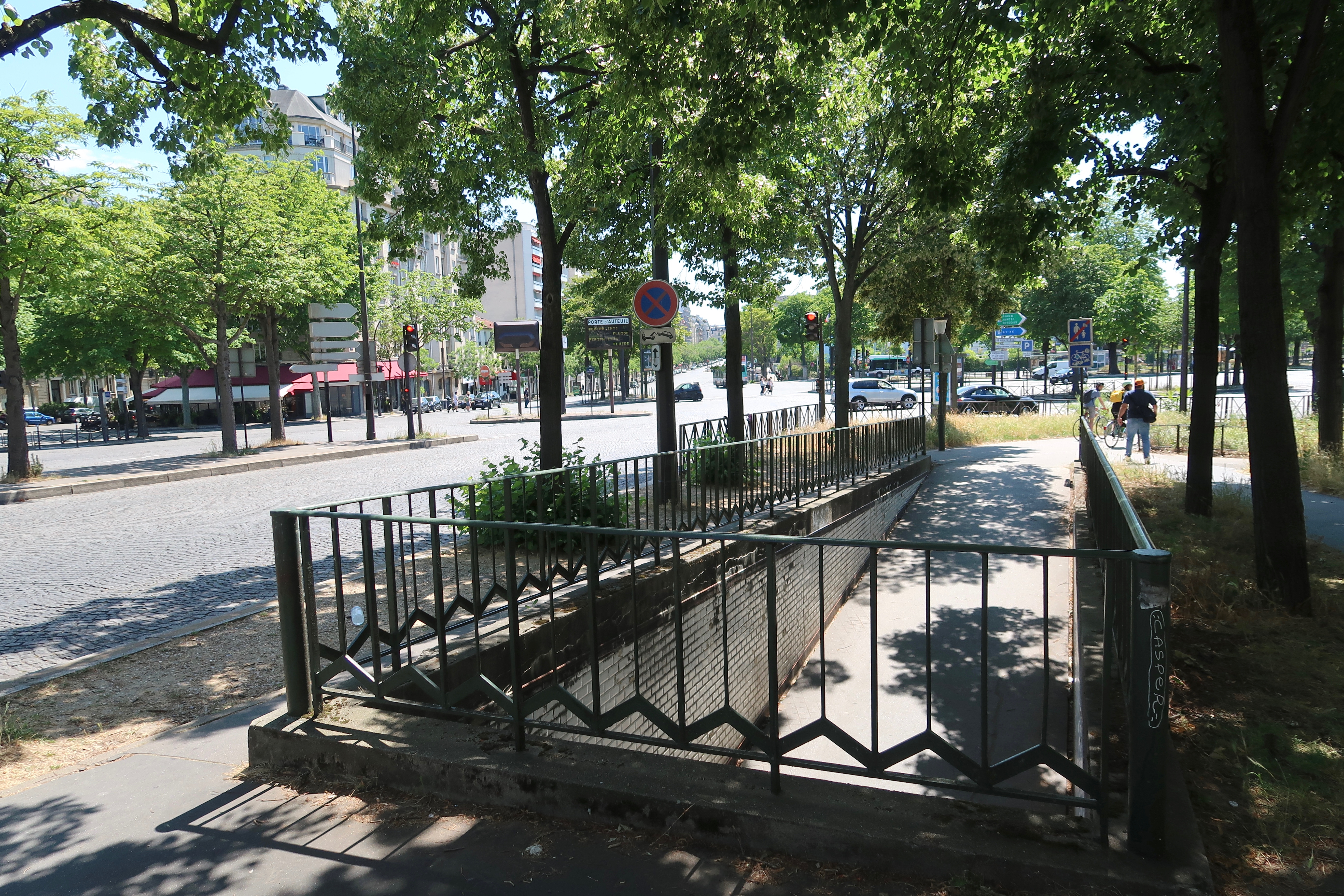
Souterrain piéton.
Métro Porte d'Auteuil.

## Bâtiments remarquables et lieux de mémoire
- La fontaine L'Amour, l'éveil à la vie (1928) de Raoul Lamourdedieu.